# День памяти и победы над нацизмом во Второй мировой войне 1939—1945 годов
День памяти и победы над нацизмом в Второй мировой войне 1939—1945 годов (укр. День памʼя́ті та перемо́ги над наци́змом у Дру́гій світові́й війні́ 1939—1945 ро́кі́в) — государственный праздник и выходной день на Украине, который отмечается 8 мая. Государственный праздник был установлен 29 мая 2023 года Верховной Радой Украины вместо Дня победы над нацизмом во Второй мировой войне 9 мая, который приходился в один день с советским Днём Победы.
В годовщину капитуляции нацистской Германии (это событие принято рассматривать как символ победы над нацизмом) на Украине, начиная с 2016 года. С 2016 по 2023 год 8 мая отмечался памятный день — День памяти и примирения — (памяти жертв Второй мировой войны и примирения между странами-участниками Второй мировой войны). Согласно Указу Президента Украины, подписанному в 2015 году, целью празднования является «достойное чествование подвига украинского народа, его выдающийся вклад в победу Антигитлеровской коалиции во Второй мировой войне и выражение уважения всем борцам против нацизма».
12 июня 2023 года Президент Украины Владимир Зеленский подписал закон № 9278 «О Дне памяти и победе над нацизмом во Второй мировой войне 1939—1945 годов», в котором праздничным днём установлено 8 мая.

## История
8 мая 1945 года Антигитлеровская коалиция официально приняла «Акт о безоговорочной капитуляции» Вооружённых сил Нацистской Германии, подписанный начальником Оперативного штаба ОКВ генерал-полковником Альфредом Йодлем по поручению Президента Германии Карла Дёница. Акт был подписан ещё 7 мая в Реймсе (Франция), однако ратифицирован на следующий день в Берлине. По этому случаю 8 мая 1945 года во многих городах Европы и США было проведено многолюдное празднование.
Резолюцией Генеральной Ассамблеи ООН от 22 ноября 2004 года, приуроченной к 60-летию окончания Второй мировой войны в Европе, провозглашены посвящённые памяти жертв этой войны Дни памяти и примирения, отмечаемые 8 и 9 мая.
В 2015 году впервые в истории Украины официальные мероприятия по случаю завершения Второй мировой войны в Европе и победы над нацизмом проходили два дня — 8 и 9 мая. Планировалось, что и в дальнейшем на Украине чествование погибших будет начинаться 8 мая — вместе с Европой и миром, и будет продолжаться традиционно 9 мая.

«День памяти и примирения» установлен Указом Президента Пётра Порошенко № 169/2015 «О мерах по празднованию в 2015 году 70-й годовщины Победы над нацизмом в Европе и 70-й годовщине завершения Второй мировой войны» от 24 марта 2015 года:
…с целью достойного чествования подвига Украинского народа, его выдающегося вклада в победу Антигитлеровской коалиции во Второй мировой войне, выражение уважения всем борцам против нацизма, увековечение памяти о погибших воинах, жертвах войны, военных преступлениях, депортациях и преступлениях против людей войны, усиление заботы о ветеранах войны, участниках украинского освободительного движения этого периода, жертв нацистских преследований, утверждение преемственности традиций воинов — победителей нацизма и нынешних защитников Отечества, консолидации общества вокруг идеи защиты Украины…установить в Украине День памяти и примирения, который отмечать ежегодно 8 мая…
8 мая 2023 года Владимир Зеленский подал законопроект в Верховную Раду Украины, которым предложил установить 8 мая как День памяти и победы над нацизмом во Второй мировой войне 1939—1945 годов. 29 мая 2023 года Верховная Рада установила День памяти и победы над нацизмом во Второй мировой войне 1939—1945 годов 8 мая государственным праздником, отменив День победы над нацизмом во Второй мировой войне 9 мая.
Официальные памятные мероприятия в честь победы над нацизмом отмечаются в Европе 8 мая. Кроме того, с 2005 года 8 мая провозглашено Генассамблеей ООН — Днём памяти и примирения, который посвящён всем жертвам Второй мировой войны.

## Популярность
Согласно данным опросов, проводимых Киевским международным институтом социологии (КМИС), за последние 15 лет отношение украинцев к празднованию Дня Победы 9 мая существенно изменилось. В 2010 году по мнению 58 % украинцев это был один из самых популярных (важных, любимых) праздников.
В 2016 году так считали уже 35 % украинцев. Очередное резкое падение произошло в 2023-24 годах — теперь этот день важным праздником считают не более 11 % украинцев. Падение популярности Дня Победы на Украине объясняют тем, что этот день очень активно отмечается в России как милитаристский праздник.